# Artur Semedo
Pour les articles homonymes, voir Semedo.
Artur José Semedo, né le 25 juillet 1958 à Lourenço Marques, est un footballeur mozambicain devenu entraîneur. Il est sélectionneur de l'équipe du Mozambique de football de 2005 à 2008 et occupe actuellement le poste d'entraîneur de l'Uniao Desportiva de Songo, en Moçambola mozambicaine.

## Biographie

### Carrière de joueur
Artur Semedo est formé au club de Costa do Sol avant de partir pour le Portugal, où il s'engage en 1981 avec le Sport Benfica e Castelo Branco. Il passe une quinzaine d'années au Portugal, où il va évoluer sous les couleurs de l'Académica de Coimbra, du Sporting Covilhã, du CS Maritimo et de Salgueiros, avant de terminer sa carrière à Freamunde et Esmoriz. Il revient dans son pays natal en 1998.
Au total, José Semedo dispute 160 matchs en première division portugaise, inscrivant 8 buts.

### Carrière d'entraîneur
Semedo entraîne le Clube Ferroviário de Maputo jusqu'en mars 2005, où il est appelé par la Fédération mozambicaine pour succéder à l'Égyptien Ayman El Yamani à la tête de l'équipe nationale.
Il reste sélectionneur jusqu'en 2008 avant de diriger plusieurs formations de première division : le Grupo Desportivo de Maputo, la Liga Desportiva Muçulmana (avec qui il remporte deux titres de champion), à nouveau le Grupo Desportivo de Maputo et depuis 2015, l'Uniao Desportiva de Songo.

## Palmarès
- Championnat du Mozambique :
  - Vainqueur en 2010 et 2011 avec la Liga Desportiva  Muçulmana[6]